# Lyder van Kyren
Lyder van Kyren, född på 1200-talet, död mellan 1322–1327, var en svensk riddare.

## Biografi
Lyder van Kyren nämns första gången 1307 i Motorp, då han var en av de 12 riddarna i hertigarna Erik Magnusson och Valdemar Magnussons förbund med hertig Kristofer av Halland. År 1321 i Varberg var han hertiginnan Ingeborgs råd, då hon föredrog en sak med hertig Henrik av Mecklenburg. Han avled mellan 1322 och 1327.

### Egendom
van Kyren ägde jord i Skånings härad i Västergötland, Sköllersta härad i Närke och i Finland. År 1831 kom van Kyren överens med brodern riddaren Wulf van Kyren om att han skulle få behålla godsen i Sverige, medan brodern skulle få godsen i Holstein.

### Familj
Lyder van Kyren var gift med Bengta, som var änka efter Nils Kettilsson (Bielke). De fick tillsammans barnen Ivan van Kyren, riddaren Eggard van Kyren som var gift med Katarina Ulfsdotter (Ulvåsaätten), Werner van Kyren, Mekthild Lydersdotter som var gift med riddaren Algot Magnusson (Algotssönernas ätt) och riksrådet, riddaren Gustav Tunason (Vingaätten) och Hinze van Kyren.